# Allium hollandicum
Allium hollandicum là một loài thực vật có hoa trong họ Amaryllidaceae. Loài này được R.M.Fritsch mô tả khoa học đầu tiên năm 1993.

## Hình ảnh

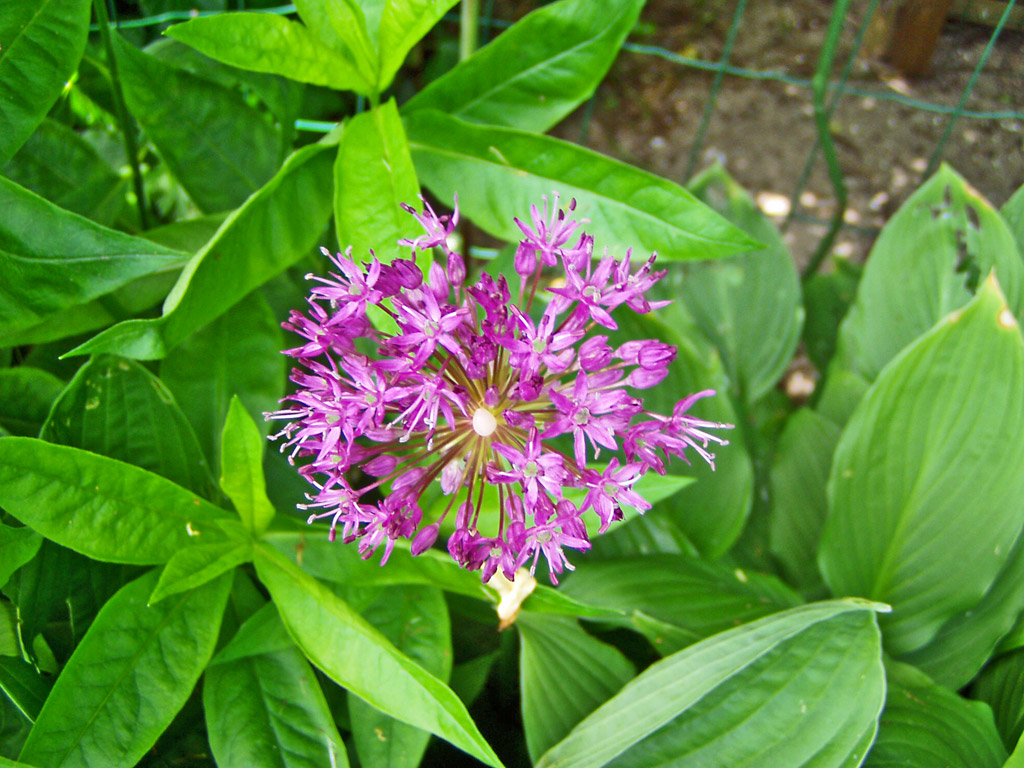